# Сурб Магар

Сурб Магар (арм. Սուրբ Մակար) или Магараванк (арм. Մակարավանք) — армянский монастырь, расположенный в лесной долине в горном хребте Пендадактилос (территория частично признанной Турецкой Республики Северного Кипра), на высоте 530 м над уровнем моря

## История
Монастырь Магараванк был основан начале одиннадцатого века и в то время принадлежал коптской православной церкви. Он был построен в честь Макария Александрийского, который умер в 395 году нашей эры. Собственно говоря, Сурб Магар и означает «Святой Макарий Благословенный». Больше никаких данных, касающихся этого периода истории монастыря, нет, известно только, что в какой-то момент, но до 1425 года монастырь был передан армянам на Кипре, численность которых хоть и значительно уменьшилась вследствие исторических событий в 1375 году, когда пало Киликийское армянское государство, но все же армянская община имела значимость на Кипре.
Армяне сохранили контроль над Манараванком и принадлежащими ему землями под венецианским и османским владычеством Кипра. В 1642 году, во времена Ибрагима I, монастырь даже был освобожден от налогов. Это освобождение было возобновлено в 1660 и 1701 годах.
Сурб Магар за свою долгую историю исполнял много социальных функций: от школы и дома отдыха для паломников до приюта и летнего отдыха для членов Кипрской армянской общины. Его последним использованием в качестве рабочего монастыря считается 1800 год, после чего он попадал в разнообразные альтернативные виды использования, в том числе школу, безопасный дом для армянских беженцев, спасающихся от османских массовых убийств в 1890-х годах и даже — летний лагерь для разведчиков.
Сурб Магар состоит из нерегулярного прямоугольника двухэтажных жилых зданий, построенных вокруг щедрых участков. Здания много раз перестраивались, так как страдали от землетрясений в  XIII—XIV веках.
После турецкого вторжения на Кипр армянская община больше не могла удерживать Сурб Магар в своем владении, и вследствие этого монастырь был разграблен.
С 2005 года турецкие власти перестроили и заново закрыли некоторые комнаты на южной стороне участка с идеей открытия кафе для туристов, обсуждались и дальнейшие действия, но проект так и не был закончен. Так же несколько раз были предприняты несколько попыток превратить монастырь в отель — в 1998, 1999 и 2006 годах — но эти попытки были остановлены властями Кипра и Армении, а так же ЕС.
Армянская община пытается найти финансирование на восстановление монастыря, хотя и сталкивается с трудностями.
Глава армянской общины Варткес Махдесян заявлял:
«Нет средств для монастыря Сурб Магар, потому что это вне нашей компетенции, и, по нашему мнению, церковь в Никосии была более важным для общины местом».
Армянская община в прошлом обращалась к «властям» на севере, но, как говорит Махдисян, финансирование было ключевым вопросом:
«Мы пробовали, но у них не было денег. Практически ничего не осталось, и проблема, с которой мы сейчас сталкиваемся, заключается в том, как сохранить то, что есть на данный момент»
Армянская община устраивает ежегодные паломничества к монастырю, первое из которых состоялось 6 мая 2007 года, когда армяно-кипрская община посетила турецкий оккупированный армянский монастырь впервые после 33 лет. По данным Варткеса Махдесяна, монастырь посетили около 150 армян-киприотов, некоторые из которых приехали из-за границы специально для этого мероприятия.
Магараванк является единственным армянским монастырем на Кипре и вместе с церковью Девы Марии в оккупированной Никосии, является самым важным армянским церковным памятником на острове.
Сегодня[когда?] монастырь находится в руинах и очень пострадал от рук вандалов.

## Галерея

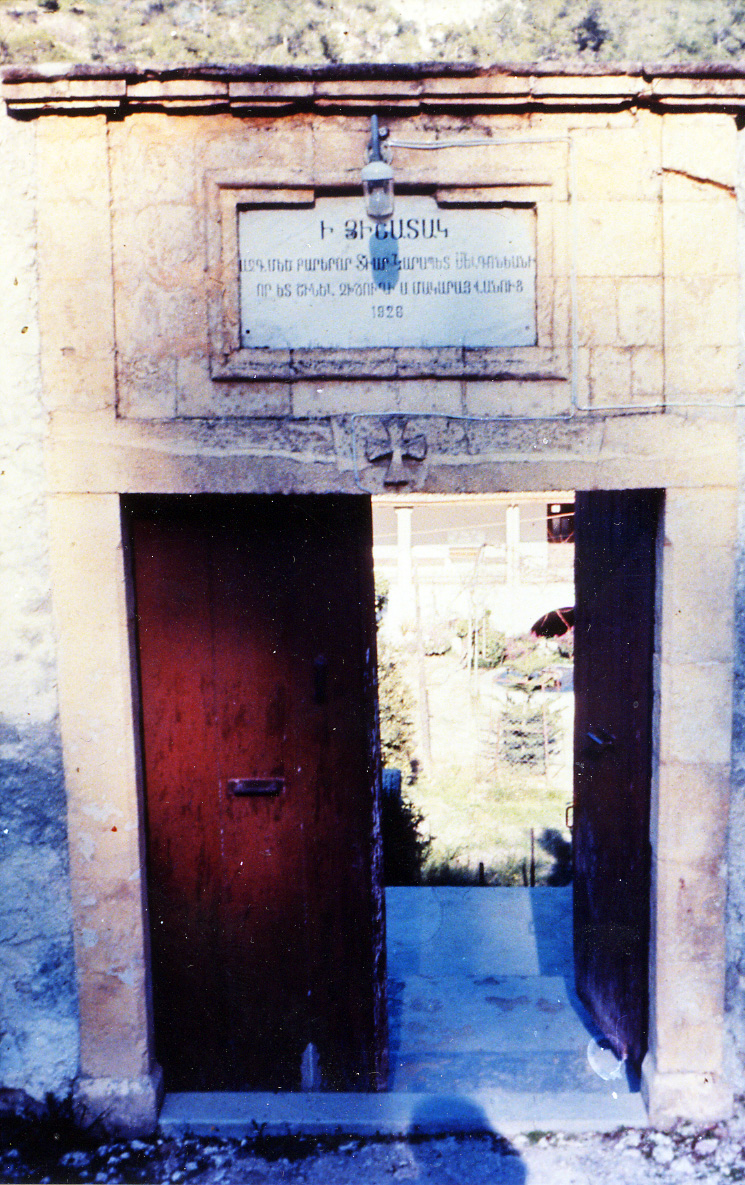
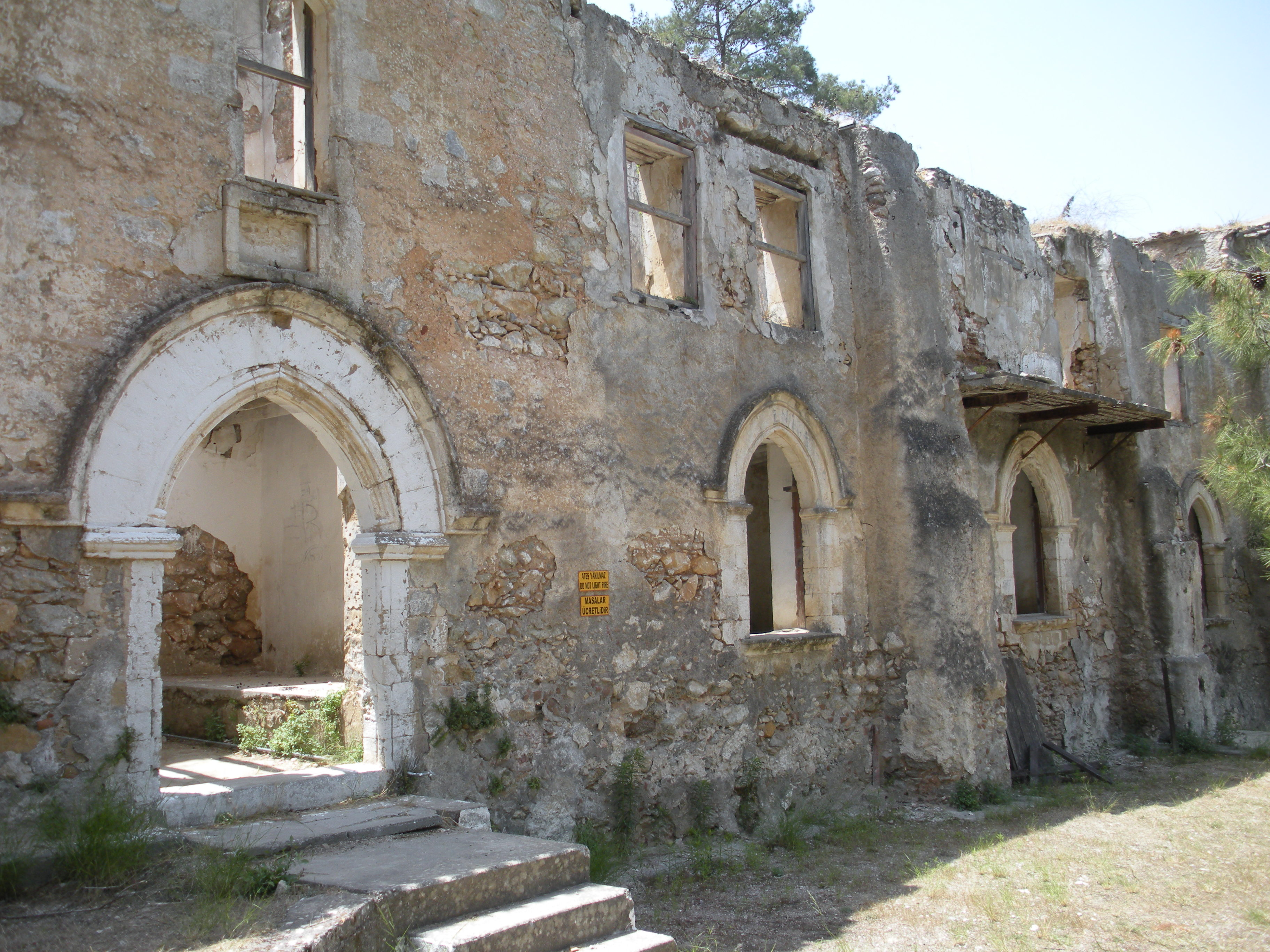
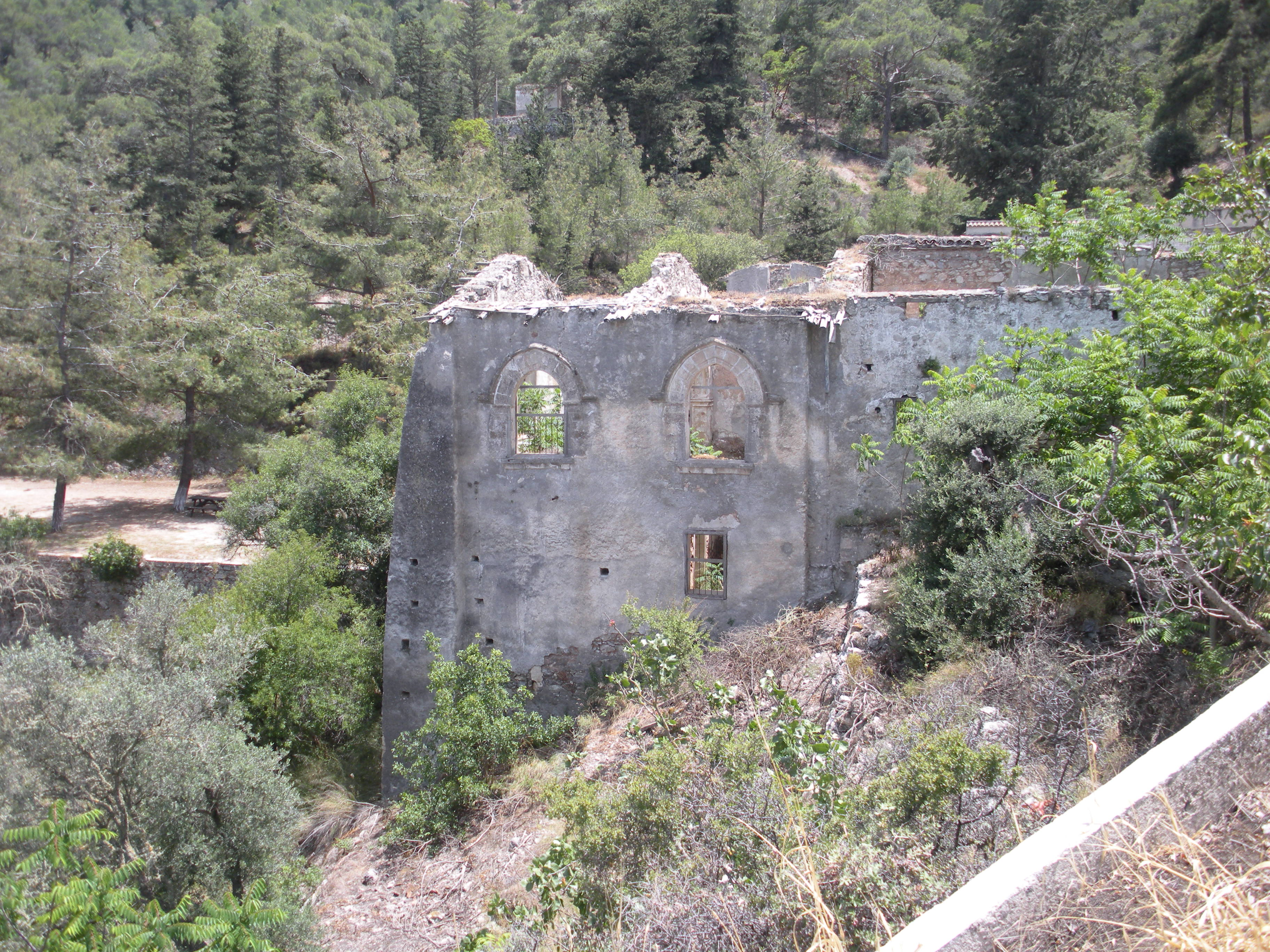